# Уэбер, Лоис
Лоис Уэбер (англ. Lois Weber, 13 июня 1879 — 13 ноября 1939) — американская актриса немого кино, сценарист, продюсер и режиссёр. Рядом кинокритиков названа самой значимой женщиной-режиссёром американской киноиндустрии и одной из самых плодотворных в эпоху немого кино.

## Биография
Родилась в Пенсильвании в набожной христианской семье. В детстве увлекалась музыкой и особенно игрой на рояле. В юном возрасте Уэбер сбежала из дома и в течение двух лет сотрудничала с евангелисткой общиной, занимаясь уличными проповедями и исполнением церковных гимнов в неблагополучных районах Питтсбурга, а затем и Нью-Йорка. В 1905 году дебютировала в качестве актрисы на студии «Gaumont», где познакомилась со своим будущем супругом — режиссёром Филлипсом Смолли. Свою первую картину Уэбер сняла в 1911 году, и вскоре стала известна публике благодаря тому, что затрагивала в своих лентах многие социальные и нравственные вопросы, что было довольно смело для того времени.
По разным оценкам Уэбер сняла от 200 до 400 кинокартин, из которого до настоящего времени сохранилось только 20. Среди её известных фильмов такие картины как «Саспенс» (1913), «Лицемеры» (1915), «Где мои дети?» (1916), «Доктор и женщина» (1918) и «Пятно» (1921). В 1913 году она в сотрудничестве со своим первым мужем стала одним из первых режиссёров, которые экспериментировали со звуком, создавая первые звуковые фильмы в США. Однако с годами её работы все хуже принимались зрителями, и после провала картины «Белая горячка» в 1934 году, Уэбер работала исключительно как сценарист на студии «Universal».
В ноябре 1939 году Лоус Уэбер была госпитализирована в критическом состоянии из-за болезни желудка, которая развилась у неё несколькими годами ранее. Спустя две недели она скончалась от кровоточащей язвы, к тому времени уже обнищавшая и забытая. Церемонию прощания и кремацию оплатила её соратница Фрэнсис Марион. В 1960 году на Голливудской аллее славы была заложена её именная звезда.